# Котин, Жозеф Яковлевич

Памятник Ж. Я. Котину в г. Павлограде

Жозе́ф Я́ковлевич Ко́тин (26 февраля [10 марта] 1908, Павлоград, Екатеринославская губерния, Российская империя — 21 октября 1979, Ленинград, РСФСР, СССР) — советский учёный, конструктор танков и тракторов. Заместитель министра оборонной промышленности СССР. Генерал-полковник инженер. Герой Социалистического Труда. Заслуженный деятель науки и техники РСФСР, лауреат четырёх Сталинских премий.

## Биография
Родился 26 февраля (10 марта) 1908 года в Павлограде, Екатеринославской губернии (ныне Днепропетровская область, Украина), в еврейской семье, был пятым ребёнком в семье (остальные 4 девочки); в детстве носил имя Зелик. Спасаясь от насилия и грабежей, семья Котиных бежала из Павлограда в Харьков. Поступил в медицинский институт по настоянию родителей, но потом перевёлся на автомобильный факультет Харьковского политехнического института.
С 1927 года учился в ХПИ.
С 1930 года — в РККА. Член ВКП(б) с 1931 года.
В 1932 году окончил Военно-техническую академию имени Ф. Э. Дзержинского. В 1932—1937 годах — инженер, затем начальник КБ научно-исследовательского отдела Военной академии механизации и моторизации РККА.
C 1937 года — главный конструктор Кировского завода.
В 1941—1943 годах — заместитель наркома танковой промышленности СССР, главный конструктор Челябинского тракторного завода.
Возглавлял работы по созданию тяжёлых танков КВ-2, КВ-1, КВ-85, ИС-1, ИС-3. Котин является одним из создателей знаменитого тяжёлого танка в период второй мировой войны — ИС-2 со 122-миллиметровой пушкой Д-25Т. В 1943—1944 годах под руководством Котина на базе танков КВ-1с и ИС были созданы самоходные артиллерийские установки СУ-152, ИСУ-152, ИСУ-122. За годы войны на Челябинском тракторном заводе было выпущено 18 тысяч танков и самоходных установок.
В послевоенные годы Котин вернулся в Ленинград, где руководил разработкой тяжёлого танка ИС-4 (1947), плавающего танка ПТ-76 (1951), тяжёлого танка Т-10 (1953), плавающего бронетранспортёра БТР-50П (на базе танка ПТ-76), а также трелёвочного КТ-12 (1948) и колёсного К-700 (1963) тракторов и др.
В декабре 1947 года избран профессором и заведующим кафедрой «Автомобили и тракторы» энерго-машиностроительного факультета ЛПИ.
С 1968 года — заместитель министра оборонной промышленности СССР. Генерал-полковник инженерно-технической службы.
Депутат ВС СССР 2-го (1946—1950) и 6-го (1966—1970) созывов.
Ж. Я. Котин умер 21 октября 1979 года. Похоронен в Москве на Новодевичьем кладбище (участок № 7).

## Семья
- Жена — Анастасия (Наталья) Петровна Поклонова, дочь луганского большевика, окончила Военно-техническую академию (1939), работала инженером-испытателем и военпредом на оборонных заводах[4].
  - Сын Феликс.
  - Дочь Надежда Котина.

## Память

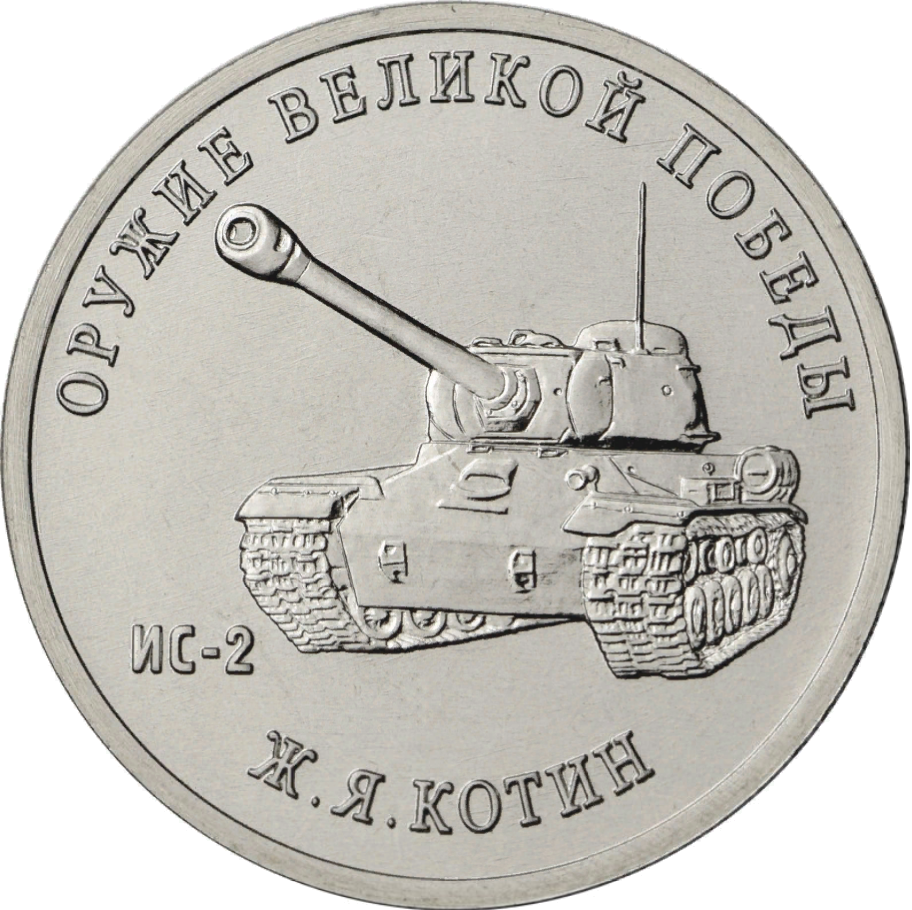
Конструктор Ж.Я. Котин, танк ИС-2. Монета Банка России — серия: «Оружие Великой Победы (конструкторы оружия)», медно-никелевый сплав, 25 рублей, 2019 год

- На территории Кировского завода в 1985 году установлен бронзовый бюст[5][6].
 Текст на доске: «Герою Социалистического Труда главному конструктору Жозефу Яковлевичу Котину в ознаменование трудовых подвигов по созданию бронетанковой техники в годы Великой Отечественной войны».

Текст: «Герою Социалистического труда главному конструктору Жозефу Яковлевичу Котину в ознаменование трудовых подвигов по созданию бронетанковой техники в годы Великой Отечественной войны».

Памятник был открыт 06.05.1985 (скульптор Б. А. Пленкин, арх. Г. П. Степанов).
- Именем названы улицы в Павлограде, Челябинске и Санкт-Петербурге.
  - 22 апреля 1980 года имя было присвоено Ленинградскому машиностроительному техникуму (ныне Ленинградский машиностроительный факультет Академии машиностроения им. Ж. Я. Котина)[7]. В 2020 году Академией был проведен открытый Международный конкурс «Все остается людям», посвящённый Ж. Я. Котину. В день памяти Ж. Я. Котина - 21 октября 2020 года вышел электронный сборник творческих проектов финалистов открытого Международного конкурса "Все остается людям"(смотрите в правом столбце). Первым читателем сборника стала дочь легендарного советского конструктора - Надежда Жозефовна Котина.
- Имя с 1986 года носит горная вершина на Тянь-Шане (Пик Котина, 4820 м)[8]. На пике установлена памятная доска с горельефом и текстом: «Пик Котина / назван в честь / советского / конструктора / танков, / Героя Социалистического Труда, / четырежды лауреата / Государственной премии СССР / Котина Жозефа / Яковлевича».
- На Новодевичьем кладбище установлен памятник[9].
- На доме № 15 на проспекте Ленина в Челябинске, где жил конструктор, установлена мемориальная доска.
- Мемориальная доска установлена в Санкт-Петербурге по адресу ул. Кронверкская, д. 27, на доме, где он жил[10].
- В городе Павлограде, где родился конструктор, установлен памятник в виде тяжёлого танка ИС-3 и скульптурного изображения[11].
- В городе Челябинске, в школе № 86 имеется музей.
- Памятная доска с его именем украшает корпус кафедры колесных и гусеничных машин НТУ ХПИ в Харькове.
- На д. 2 корп. 1 на ул. Котина в Санкт-Петербурге установлена аннотационная доска[12].
- На д. 17 на ул. Котина в Челябинске установлена аннотационная доска[13].
- Почтой СССР был выпущен художественный маркированный конверт.
- Бюст (скульптор М. Л. Жоржевский).

## Награды и звания
- Герой Социалистического Труда (19 сентября 1941) — за выдающиеся достижения в создании новых типов танков
- Сталинская премия I степени (14 марта 1941) — за разработку конструкции нового типа танка
- Сталинская премия I степени (1943) — за разработку нового вида артиллерийского вооружения («СУ-152»)
- Сталинская премия I степени (1946) — за создание нового образца тяжёлого танка[14]
- Сталинская премия II степени (1948) — за создание нового трактора для трелёвки леса[8] (трелёвочный трактор КТ-12)[15]
- заслуженный деятель науки и техники РСФСР (1968)
- четыре ордена Ленина

1. 17 марта 1940 — за успешную работу и проявленную инициативу по укреплений обороноспособности нашей страны
2. 19 сентября 1941 — к званию Герой Социалистического Труда
3. 30 декабря 1956
4. 9 марта 1978

- два ордена Октябрьской революции (25 октября 1971; 8 октября 1975)
- орден Красного Знамени (1951)
- орден Суворова I степени (16 сентября 1945)
- орден Суворова II степени (19 апреля 1945)
- орден Отечественной войны I степени (5 августа 1944)
- три ордена Трудового Красного Знамени (2 апреля 1951; 12 марта 1958; 28 июля 1966)
- три ордена Красной Звезды (5 июля 1942; 20 января 1943; 6 ноября 1945)
- орден «Знак Почёта» (21 июля 1957)
- медаль «За боевые заслуги» (3 ноября 1944)
- Медаль «За победу над Германией в Великой Отечественной войне 1941—1945 гг.» (9 августа 1945)[16]
- медали